# Getriebewerk Brandenburg
Der Volkseigene Betrieb VEB Getriebewerk Brandenburg war der wichtigste Zulieferer von Getrieben in der Deutschen Demokratischen Republik.

## Geschichte
Das Unternehmen entstand aus den Brandenburger Traktorenwerken, weil der Nachfragerückgang bei deren Erzeugnissen (Raupenschlepper) eine Produktionsumstellung erforderlich machte.
Im Getriebewerk Brandenburg wurden die Getriebe für IFA W50, IFA L60 sowie diverse Traktoren und selbstfahrende Arbeitsmaschinen gefertigt.
Bis 1990 wurden fast 900.000 Getriebe für LKW, Traktoren und selbstfahrende Arbeitsmaschinen produziert.
Aus ökonomischen Gründen wurde der Großteil der Inhaftierten aus dem örtlichen Zuchthaus Brandenburg-Görden zur produktiven Arbeit für das Getriebewerk herangezogen. Zum Jahresbeginn 1967 wurden etwa 640 Insassen in Produktionshallen auf dem Anstaltsgelände zum Herstellen von Panzer- und Traktorenteilen sowie von Getrieben für Lastkraftwagen zwangsverpflichtet. In den Sechzigerjahren lag die Unfallquote in der Strafarbeit deutlich über dem Republikdurchschnitt der metallverarbeitenden Betriebe. In den Werkhallen der Getriebewerke Brandenburg wurden im Jahr über 550 Gefangene bei Unfällen verletzt, 50 % davon mit Krankschreibungen über drei Tage. Die Wichtigkeit des Gefangeneneinsatzes für den Betrieb zeigte sich etwa bei Amnestien, in deren Folge die Produktion zusammenzubrechen drohte.
Nachdem 1990 das Projekt IFA 1318 gescheitert war, brach mit dem VEB IFA-Automobilwerk Ludwigsfelde, der Stammbetrieb des IFA-Kombinats Nutzkraftwagen war, dem auch das Getriebewerk angehörte, der Hauptabnehmer für Getriebe weg. Im Gegensatz zu anderen beteiligten Unternehmen konnte man die Schließung abwenden, musste aber die Selbstständigkeit aufgeben.
Der Betrieb wurde durch das Engagement des Managements ein Unternehmensteil der ZF Getriebe GmbH.